# جهانگیر کوثری
جهانگیر کوثری (زادهٔ دی ۱۳۳۰) تهیه‌کننده، مجری، فوتبالیست، گزارشگر فوتبال، روزنامه‌نگار و کارگردان ایرانی است. او همسر رخشان بنی‌اعتماد و پدر باران کوثری است.

## زندگی
جهانگیر کوثری زاده ۱۳۳۰ در خیابان فرهنگ تهران و دانش‌آموخته رشته کارگردانی سینما از دانشکده هنرهای دراماتیک است. او فعالیت حرفه‌ای در سینما را از سال ۱۳۵۰ با دستیاری کارگردان در فیلم سینمایی سراب آغاز کرده و در سال‌های ۱۳۵۳ و ۱۳۵۹ فیلم‌های کوتاه و مستند رهایی، شکوفه ناز و درخت کهن، شب پا، پهلوان نه قهرمان، دوباره به راه می‌افتیم و طبیعت زیبای ایران را ساخته‌است.

## فعالیت‌های ورزشی
او همچنین فعالیت‌های ورزشی در رشته فوتبال را به موازات فعالیت‌های سینمایی در کارنامه خود دارد. او در نوجوانی پس از پایان مأموریت پدرش در آبادان به تهران بازگشت و عضو تیم آرش در غرب تهران شد. کوثری فوتبال خود را در سال‌های نوجوانی از تیم آرش در غرب تهران آغاز کرد و سپس در سال ۱۳۴۷ راهی تیم جوانان راه‌آهن شد و در  جام تخت جمشید برای این تیم به میدان رفت. سپس در سال ۱۳۵۵ به تیم تاج پیوست و تا پیروزی انقلاب در سال ۱۳۵۷در این تیم باقی ماند. او ۴۳ بازی رسمی برای تیم تاج انجام داد و با این تیم به قهرمانی جام حذفی ایران در سال ۱۳۵۷ دست یافت. او پس از انقلاب به خبرنگاری، گزارش‌گری و مجری‌گری در عرصه ورزش پرداخت و مدتی اجرای برنامه ورزش از نگاه دو را بر عهده داشت.

## حواشی

### ممنوع التصویری
در آبان ۱۳۹۶ جهانگیر کوثری طی مصاحبه‌ای اعلام کرد: «این روزها هم ممنوع‌التصویر هستم هم ممنوع‌الصدا؛ چرا باران به صرف اینکه به کسی رأی داده که رئیس‌جمهور مملکت است باید ممنوع‌التصویر شود.»
کوثری در ادامه گفت: «من هم ممنوع‌التصویر و هم ممنوع‌الصدا هستم. یعنی حتی در رادیو هم برای مصاحبه با من معذوریت دارند. مسئول ورزش رادیو این ممنوعیت را ابلاغ کرده‌است. یادم است برای حضور در یک برنامه سینمایی در تلویزیون دعوت شده بودم، حراست سازمان گفتند شما به اینجا ممنوع‌الورود هستید. دقیقاً به یاد ندارم کدام برنامه بود. حدود ۶ ماه پیش بود که این اتفاق افتاد. من به مدیران دسترسی ندارم که دربارهٔ علت این ماجرا سؤال کنم.»

### عدم اکران رگ‌های آبی
جهانگیر کوثری در تیر ۱۴۰۳ دلیل اکران نشدن فیلم رگ‌های آبی را ممنوع‌التصویر بودن باران کوثری به دلیل عدم پیروی از حجاب اجباری اعلام کرد.

## کارنامه هنری

### مدیر تولید
- گل‌های داوودی
- خط پایان
- پول خارجی

### مجری طرح
- نرگس
- عیالوار
- روسری آبی
- عشق فیلم
- نیمه پنهان
- طلای سرخ

### تهیه‌کنندگی
- فراری (۱۳۹۴)
- پل خواب (۱۳۹۴)
- سوت پایان (۱۳۸۹)
- حیران (۱۳۸۷)
- خون‌بازی (۱۳۸۵)
- نسل جادویی (۱۳۸۵)
- به آهستگی (۱۳۸۴)
- عصر جمعه (۱۳۸۴)
- یک شب (۱۳۸۳)
- مقصد (۱۳۸۲)
- روزگار ما (۱۳۸۰)
- زیر پوست شهر (۱۳۷۹)
- دختران خورشید (۱۳۷۸)
- بانوی اردیبهشت (۱۳۷۶)
- نرگس
- دو زن

### کارگردان
- رگ های آبی (۱۴۰۰)

### مجری
- مردم ایران سلام (۱۳۸۵)
- ورزش از نگاه دو (۱۳۸۶)

## جشنواره فیلم فجر

### جوایز
- جایزه بهترین فیلم؛ خون بازی؛ دومین جشنواره فیلم شهر تهران؛ بخش مسابقه فیلم‌های بلند سینمایی؛ ۱۳۸۵
- سیمرغ بلورین؛ بهترین فیلم؛ به آهستگی؛ بیست و چهارمین جشنواره فیلم فجر؛ بخش مسابقه بین‌الملل؛ ۱۳۸۴
- سیمرغ بلورین؛ بهترین فیلم اول؛ عصر جمعه؛ بیست و چهارمین جشنواره فیلم فجر؛ بخش مسابقه فیلم‌های اول و دوم؛ ۱۳۸۴
- جایزه فیپرشی؛ بهترین فیلم؛ به آهستگی؛ بیستمین جشنواره فیلم فریبورگ؛ ۱۳۸۴
- جایزه برنز؛ بهترین فیلم؛ دختران خورشید؛ دهمین جشنواره فیلم اوپن دوک، فوکوس اوپ هت زوییدن؛ ۱۳۸۱
- جایزه نتیک؛ بهترین فیلم؛ زیر پوست شهر؛ سی و ششمین جشنواره فیلم کارلوی واری؛ ۱۳۸۰
- جایزه هیئت داوران بین‌المللی جوانان؛ بهترین فیلم؛ دختران خورشید؛ جشنواره فیلم زنان کرتی؛ ۱۳۸۰
- جایزه کلیسای جهانی؛ بهترین فیلم؛ دختران خورشید؛ نهمین جشنواره فیلم فوکوس اوپ هت زوییدن؛ ۱۳۸۰
- جایزه سازمان کاتولوتیک بین‌المللی سینما؛ بهترین فیلم؛ دختران خورشید؛ نهمین جشنواره فیلم فوکوس اوپ هت زوییدن؛ ۱۳۸۰
- جایزه ویژه هیئت داوران؛ بهترین فیلم؛ زیر پوست شهر؛ بیست و سومین جشنواره فیلم مسکو؛ ۱۳۸۰
- جایزه بزرگ؛ بهترین فیلم؛ دختران خورشید؛ سومین جشنواره فیلم براتیسلاوا؛ ۱۳۸۰
- جایزه بهترین فیلم اول؛ دختران خورشید؛ بیست و چهارمین جشنواره فیلم مونترال؛ ۱۳۷۹
- جایزه نتیک؛ بهترین فیلم؛ دختران خورشید؛ سیمین جشنواره فیلم رتردام؛ ۱۳۷۹
- تقدیر؛ بهترین فیلم؛ بانوی اردیبهشت؛ بیست و دومین جشنواره فیلم مونترال؛ بخش انجمن منتقدان فیپرشی؛ ۱۳۷۷
- تقدیر؛ بهترین تهیه کنندگی؛ بانوی اردیبهشت؛ بیست و هشتمین جشنواره فیلم رشد؛ بهش مسابقه فیلم‌های بلند تربیتی اولیاء و مربیان؛ ۱۳۷۷
- جایزه ویژه هیئت داوران؛ بهترین فیلم؛ بانوی اردیبهشت؛ شانزدهمین جشنواره فیلم فجر؛ بخش مسابقه بین‌الملل؛ ۱۳۷۶

### فعالیت‌های جشنواره‌ای
- داور؛ یازدهمین جشن خانه سینما؛ کانون تهیه‌کنندگان؛ ۱۳۸۶
- داور؛ هفتمین جشن خانه سینما؛ اتحادیه تهیه‌کنندگان؛ ۱۳۸۲
- داور؛ چهارمین جشن خانه سینما؛ اتحادیه تهیه‌کنندگان؛ ۱۳۷۹